# 10670 Seminozhenko
10670 Seminozhenko (1977 PP1) là một tiểu hành tinh vành đai chính được phát hiện ngày 14 tháng 8 năm 1977 bởi N. S. Chernykh ở Đài vật lý thiên văn Crimean. Nó được đặt theo tên Ukrainian physicist Vladimir Petrovich Seminozhenko.